# آبگوشت بزباش

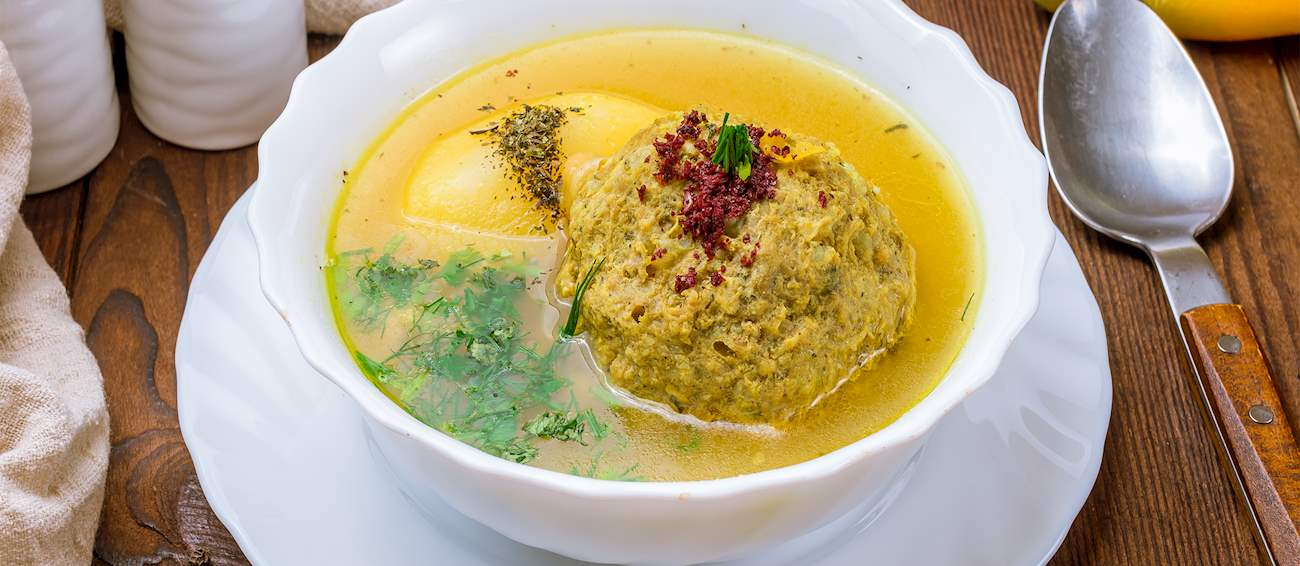
کوفته (کوفته) بزباش

آبگوشت بزباش یکی از غذاهای محبوب است که در ارمنستان، آذربایجان و ایران رایج است.
در آذربایجان انواع بزباش مانند کوفته در اندازه‌های متوسط تا بزرگ و با به صورت گوشت تیکه ای در اندازه‌های متوسط تا بزرگ طبخ می‌شود.

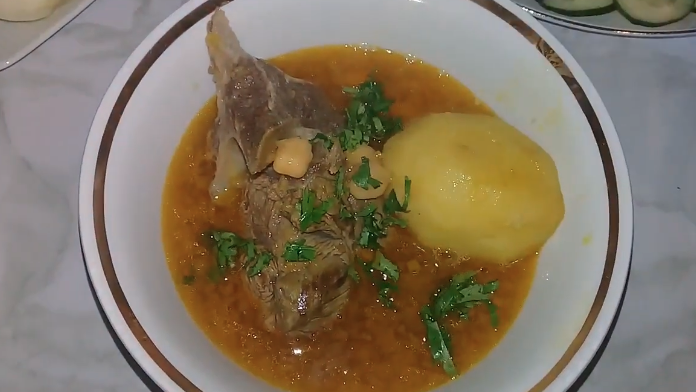
آب گوشت بزباش

## تاریخچه
بزباش واژه ای آذربایجانی است؛ بنابراین ممکن است از بوز آذربایجانی به معنی خاکستری روشن و باش به معنی سر گرفته شده باشد که به نوبه خود به رنگ روشن غذا هنگام پخت اشاره می‌کند.
بزباش ایرانی نوعی آبگوشت است که در آن از سبزی استفاده می‌شود. آبگوشت بزباش «نسبتاً دیر» وارد آشپزی ایرانی شده است. طبق گزارش‌ها، میرزا علی اکبرخان، سرآشپز ناصرالدین شاه قاجار اولین کسی بود که به آن اشاره کرد. او آن را به عنوان بخشی از گروه خورش‌ها و سوپ‌های گوشتی طبقه‌بندی کرد که اغلب سرد مصرف می‌شوند.
به گفته ویلیام پوخلیوبکین بزباش محبوب‌ترین سوپ ارمنی است.

## مواد لازم
مواد آبگوشت بسته به این که در چه منطقه و کشوری طبخ شود متفاوت است؛ مثلاً در قفقاز از گوشت بره یا گاو، نعناع و سیب زمینی برای پخت این غذا استفاده می‌شود. در حالیکه در ایران از حبوبات، گوشت گوسفندی و دنبه، سبزی شامل تره، جعفری، شنبلیله و سیب زمینی استفاده می‌شود.